# James Q. Wilson
James Quinn Wilson foi um cientista político norte-americano, cujo trabalho e pensamento permeiam as políticas públicas dos Estados Unidos. Devido à sua contribuição ao combate da violência e da criminalidade no país, Wilson tornou-se uma figura de destacada importância para o governo norte-americano, tendo participado diretamente da construção das políticas públicas deste gênero por diversas vezes. Sua morte, em 2012, provocou uma forte comoção entre a grande mídia americana, além de gerar declarações de reconhecimento tanto de partidários republicanos como democratas.
Ao longo dos anos, as obras de Wilson tiveram diversos enfoques, das políticas urbanas à burocracia, passando pela própria organização das estruturas democráticas americanas, analisada em American Government: Institutions and Policies (escrito com John J. DiIulio Jr.), obra de grande importância para o estudo do funcionamento da máquina pública norte-americana. Porém, as maiores contribuições de Wilson foram para o campo de policiamento e combate à criminalidade, área na qual publicou seus estudos mais famosos.
Era um teórico de linha claramente conservadora, cujo esteio se encontrava na criminologia clássica. Tinha posições muito claras no que diz respeito ao combate às drogas e à criminalidade, tendo afirmado inclusive que “O uso das drogas é errado porque é imoral e é imoral porque escraviza a mente e destrói a alma.” Era um ferrenho defensor da manutenção de valores tradicionais dentro das famílias americanas como forma de controlar os índices de criminalidade, já que acreditava que a desvirtuação de tais valores era um fator sociológico de grande influência para o aumento da violência e dos crimes.
Wilson ficou particularmente conhecido pela sua Teoria das Janelas Partidas, desenvolvida com George L. Kelling, que culminou em um artigo lançado em 1982. A premissa principal deste projeto consiste na ideia de que um fator que indique uma quebra da ordem em determinado local, mesmo que pequeno, como uma janela quebrada em um prédio abandonado, tem potencial para desencadear diversos atos de vandalismo subsequentes. Segundo Wilson e Kelling, isso ocorreria devido à ideia comum de que estes pequenos sinais de desordem seriam um indicativo de que ninguém se importava com o bem vandalizado e, portanto, sua violação não constituiria um ato de grande relevância para a sociedade em geral. Porém, de acordo com estes pesquisadores, a banalização do vandalismo praticado teria um efeito em cadeia, capaz de desestruturar completamente uma comunidade pacífica.

## Biografia
James Q. Wilson foi um cientista político americano que contribuiu principalmente para a compreensão de políticas públicas, policiamento e crime, organizações políticas, burocracia, e caráter e cultura. Wilson foi também mergulhador e apaixonado pelo Boston Red Sox.
Nasceu em 27 de maio de 1931, em Denver, Colorado, e foi criado em Long Beach, Califórnia. Faleceu em 2 de março de 2012, em Boston, Massachussetts.
Wilson tornou-se bacharel em Ciência Política pela Universidade de Redlands, em 1952. Foi campeão do debate universitário nacional em 1951 e 1952. Serviu à Marinha Americana de 1952 a 1955 antes de ir para Universidade de Chicago prosseguir os trabalhos de pós-graduação em Ciência Política. Logrou-se Ph.D pelo Departamento de Ciência Política da Universidade de Chicago, em 1959. Sua dissertação Ph.D foi uma análise do comportamento político de americanos com descendência africana em Chicago durante os anos 50, a qual foi a base para seu primeiro livro, Negro Politics: The Search for Leadership (1960).
Wilson foi membro do Departamento de Governo da Universidade de Harvard de 1961 a 1987. Foi professor de governo de Henry Lee Shattuck em 1972 e exerceu o cargo de titular da cadeira do departamento de 1969 a 1973. Foi também diretor do Join Center for Urban Studies do MIT e de Harvard de 1963 a 1966. De 1987 a 1997, foi professor de James A. Collins de Administração e Políticas Públicas na Anderson School of Management da Universidade da Califórnia, Los Angeles. De 1998 a 2009, foi professor de Ronald Reagan de Políticas Públicas na Pepperdine University. De 2009 até sua morte, foi estudante emérito no Department of Political Science e pesquisador sênior na Clough Center for the Study of Constitutional Democracy em Boston College.
Wilson foi um autor muito produtivo, escreveu ensaios e livros revisionais, autorais e coautorais. Publicou em torno de 26 livros, entre eles: City Politics (1963, com Edward C. Banfield), The Amateur Democrat (1966), Varieties of Police Behavior (1968), Political Organizations (1973), Thinking about Crime(1975), The Politics of Regulation (1980), Crime and Human Nature (1985, com Richard J. Herrnstein), Bureaucracy (1989), The Moral Sense (1993), The Marriage Problem (2002), e Understanding America (2008, com Peter H. Schuck). American Government: Institutions and Policies (com John J. DiIulio, Jr.) passou por 13 edições e é um dos textos mais importantes e influentes no governo e política americanos.
James Q. Wilson foi um dos cientistas mais respeitados e influentes da política americana na segunda metade do século XX. Seu trabalho durante este período introduziu uma variedade de temas que se destacaram durante sua carreira: (1) política urbana , (2) organizações políticas e incentivos, (3) o policiamento e a criminalidade, (4) burocracia, (5) caráter e cultura, e (6) o mundo pós setembro de 2001. Porém, Wilson é mais conhecido por seus amplos estudos sobre as causas e consequências do crime, sustentando um pensamento conservador e tendências baseadas na criminologia clássica.
Wilson foi eleito para integrar a White House Task Force on Crime (1966) e o National Advisory Commission on Drug Abuse Prevention (1972-1973). Participou da Attorney General’s Task Force on Violent Crime (1981), do Foreign Intelligence Advisory Board do presidente (1985-1990) e Council on Bioethics do presidente (2002-2005). Exerceu o cargo de conselheiro na New England Electric System, na Protection One, no State Farm Mutual Insurance, na RAND Corporation, e em Pardee RAND Graduate School. Foi titular da cadeira do Conselho Acadêmico da American Enterprise Institute.
Wilson recebeu vários prêmios da Associação Americana de Ciência Política e no período de 1991-1992 foi eleito seu presidente. Em 2003, Wilson foi premiado com a Presidential Medal of Freedom, a mais alta condecoração do país, e ainda, ao longo de vida recebeu títulos honoríficos de sete universidades, inclusive Harvard.

## Pensamento e obra

### Introdução
O pensamento de James Q Wilson, por assim dizer, tornou sua obra uma das mais polêmicas da criminologia, e talvez por esta atitude de não aceitar verdades absolutas sem demonstração de provas, de não adentrar movimentos e pensamentos dominantes da época sem questionar o verdadeiro motivo de sua existência e se era, ou não, efetivo, e de não colocar ideologia ou crença interna acima de provas e fatos, é que sua obra se tornou uma das mais instigantes e citadas no ambiente acadêmico, e uma das mais seguidas e admiradas por elaboradores e aplicadores da lei ao redor do globo terrestre.

### Thinking about crime
O autor, ao longo de sua carreira, escreveu muitos artigos para a grande audiência, e escrevia, prioritariamente, na Commentary e Public Interest. Seus artigos falavam de drogas, casamento, religião, crime e a cultura e, tais questões, fizeram culminar uma grande obra sua e, segundo alguns estudiosos, um de seus trabalhos influenciadores: Thinking About Crime, de 1975. Neste trabalho, Wilson critica muitos criminologistas, os quais ele chama demagogos. Ele faz cinco críticas sobre a corrente principal da Criminologia.
A primeira crítica, por assim dizer, é que a visão de que a sociedade induz o indivíduo a cometer o crime está errada, assim como estão erradas as políticas que tentam traçar as causas do crime. Isso ocorre, como ele bem explana, pelo fato de que, os criminosos não possuem a mesma visão de benefício e prejuízo que o resto das pessoas possui. Por exemplo, um indivíduo comum irá enxergar a prisão algo que irá deteriorar sua vida social. As pessoas irão vê-lo com repúdio, pois ele preferiu cometer um crime e ganhar dinheiro fácil em vez de trabalhar e conseguir aquilo que buscava com suor e mérito, igual a todos. O seu círculo de amigo irá se reduzir, pois os que antes eram amigos não mais irão querer ter atrelado à vossas imagens a de um criminoso, e o pior, seus parentes irão tê-lo como um filho que se desviou do caminho certo, e sofrerão bastante por isso.  Ou seja, os prejuízos sociais que tal indivíduo sofrerá serão grandes e bastante reais.
A grande questão aqui é o fato de que, como explica Wilson, esta visão somente serve para algumas pessoas, para a maioria de nós, é verdade, mas não serve para a maioria dos criminosos. Muitos indivíduos que cometem crimes consideram que ser preso, na verdade, o deixa mais bem quisto em seu meio social. A visão, portanto, de que a falta de emprego e a pobreza seriam geradoras de criminalidade, leva em consideração de um homem médio, que considera o emprego como algo bom e relevante, mas o criminoso não necessariamente o considera algo útil. Aquilo que é ruim e um grande prejuízo para o homem médio (a maioria de nós) pode ser neutro ou até mesmo bom para o criminoso, como no caso da prisão. Ou seja, a visão com que se está enxergando a criminalidade, segundo Wilson, pode estar equivocada. A principal corrente de pensamento criminológica da época estava a olhar demasiadamente para a sociedade, sendo que sua visão deveria, prioritariamente, focar no indivíduo. As medidas sociais, portanto, pouco modificariam os índices de criminalidade.
A segunda crítica é que os autores da principal corrente da criminologia estariam colocando opiniões pessoais e ideologias à frente de fatos. E esta crítica volta em outros trabalhos de Wilson, quando ele prova diversas opiniões que são infundadas do ponto de vista acadêmico por não haver nenhuma pesquisa que as corrobore.
A terceira crítica vem para contradizer os clamores de que crimes de colarinho branco deveriam ser punidos tais como os crimes de rua, pois são semelhantes. Crimes de colarinho branco, ou White-collar crime, é o crime “cometido por pessoa respeitável, e de alta posição social, no exercício de suas ocupações.”. Segundo Wilson, os crimes de colarinho branco não despedaçam o contrato social assim como o estupro ou o assassinato fazem.
A quarta crítica é uma lembrança aos sociólogos que atribuem todas as causas do crime à sociedade, e Wilson cita Emile Durkheim, o pai da Sociologia, que acredita ferrenhamente que o crime era um fenômeno moral. Sendo que Moral é um ponto bastante trabalhado pelo autor ao longo de sua carreira, com sua grande obra The Moral Sense.
E,por último, a quinta crítica traz uma de suas frases mais polêmicas e que traduz muito de seu trabalho no campo criminológico: “Pessoas malvadas existem”. A questão aqui é que se trata de conhecimento comum o fato de pessoas, a partir de determinada idade, apresentarem comportamentos antissociais e possuírem traços psicológicos e fisiológicos totalmente distintos das pessoas comuns. Wilson considera que tais pessoas necessitam ser neutralizadas pelo Estado, pois podem causar extremo prejuízo humano se deixadas à sua própria sorte. Entre estas formas de neutralização, ele cita a pena capital.

#### Thinking about crime - O debate sobre a detenção (The debate over deterrence)
Após a publicação de Thinking about Crime em 1975, também houve um artigo publicado com o mesmo nome em 1983 na The Atlantic, Thinking about crime, The debate over deterrence, o debate sobre a detenção
Neste artigo, o autor vai voltar a alguns pontos antes traçados pelo livro publicado em 1975, e irá adiantar alguns assuntos que serão tratados em Crime and Human Nature, em 1986. A princípio, ele cita o que as pessoas pensam sobre criminosos, e o fato de ser quase unânime entre a população a tese de que, caso o caminho do crime for fácil e compensar, em comparação com o trabalho honesto, os índices criminais irão disparar. Trata-se da teoria dos custos e benefícios simplificada e adotada naturalmente pela população.
O debate traçado, como bem sugere o subtítulo do artigo, irá girar sobre a teoria da detenção, e os efeitos que ela possui, ou seja, o prejuízo, ou parte dos prejuízos, que o indivíduo supostamente teria ao cometer um crime. E este ponto é observado pelo autor. Os benefícios, assim, ficariam fora da equação, no entanto, estes são tão importantes quanto, afinal, ao comparar benefícios altos e certos com prejuízos futuros, incertos e, talvez, reduzidos, o criminoso chega à conclusão mais intuitiva, o crime valeria a pena. Várias escolas discordam desta visão, alguns por acharem que as consequências de se cometer um crime são muito incertas, e outros por acharem que o criminoso, por ser, na maioria das vezes, impulsivo, irracional e não possuir visão sobre efeitos futuros, as consequências do crime são a forma errada de tentar reduzir a criminalidade.
Após mostrar as teorias prós e contra à teoria da detenção, e mostrar algumas pesquisas, ou seja, expor os fatos, ele chega à conclusão que os efeitos da detenção podem ser notados para alguns crimes, mas não para todos. Neste ponto, ele começa a traçar um pensamento extremamente trabalhado, e fundado em pesquisas. O efeito da severidade somente aparece até determinado período e em circunstâncias específicas, pois, se a severidade ultrapassar determinada linha fina e difícil de ser medida, a certeza da punição e a rapidez da punição serão prejudicadas e, desta forma, os efeitos da detenção positivos irão sofrer um revés brutal, tornando os efeitos da detenção neutros ou até mesmo negativos, ou seja, o número de crimes relacionados a determinado tipo penal poderá até mesmo aumentar se a severidade for muito alta. Nas palavras do autor, “Severidade tem se provado inimiga da certeza e da rapidez”.
O ponto fulcral é a probabilidade. As chances de ser pego, condenado e punido. O autor realça que, exceto nos casos dos benefícios serem muito maiores que os possíveis prejuízos, as mudanças no sistema judicial irão causar mudanças nos índices criminais. Desta forma, o efeito da detenção pode ser alcançado, segundo Wilson. E, para que isso ocorra, tem que se andar numa linha bastante tênue. Primeiro que, a mudança na lei e no sistema de justiça possa compensar, na margem, o lucro que o criminoso teria, ou seja, as perdas que irá sofrer serão equivalentes aos ganhos e, segundo, as penas não podem ser tão grandes ao ponto de criar no sistema judicial uma resistência à imposição da penalidade de pronto. Neste ponto trabalha-se a ideia de celeridade e certeza da pena contrapondo a severidade.
Esta conclusão é extremamente importante, pois, dada a notoriedade que Wilson já havia alcançando nesta época, e que ele viria posteriormente a alcançar, as políticas públicas norte-americanas passaram a se voltar para os efeitos da detenção como possível forma de redução dos índices criminais. Lembrando que nem todos os crimes podem ser reduzidos com a detenção, sendo os crimes mais possíveis de serem reduzidos pelos efeitos da detenção aqueles menos graves.
Wilson neste artigo discorre, também, sobre as causas sociais que poderiam causar o crime segundo algumas escolas, e se de fato causam. Este debate é extremamente relevante, e assunto de outras obras de Wilson. O índice elevado de desemprego seria responsável pelo índice elevado de criminalidade? Nesta análise, Wilson deixa bem claro seu viés, embasado em pesquisas por ele citadas, de que situações externas ao indivíduo e que podem ser atribuídas à sociedade, pouco ou nada influenciam na criminalidade de determinado local em determinado período.
O desemprego, explicitamente, é trabalhado pelo autor mais de uma vez. Também em um artigo publicado posteriormente pelo autor, Crime and the great recession que diz que:
“Durante os anos 70 e 80, os jornais anunciavam que a falta de emprego estava intrinsecamente ligada com o crime. O argumento era simples: se menos empregos legítimos estão disponíveis, mais trabalho ilegal tomará lugar”.
Ou seja, a ideia de que crime e desemprego estavam intrinsecamente ligados era corrente e dada como verdade absoluta por alguns meios de comunicação, novamente, pode-se dizer que tal veiculação colocava, como Wilson tanto alertava para que as pessoas não cometessem, as ideologias à frente das provas. Durante a Grande Recessão, quando a taxa de desemprego atingiu incríveis 25%, o crime caiu. Sendo que há uma teoria que diz que, durante a Grande Recessão, as famílias estavam muito unidas para enfrentar a situação atípica e, por conta disso, os índices criminais reduziram.
De volta à publicação de 83, Wilson diz que muito esforço foi despendido para relacionar crime com desemprego, mas os resultados foram inconclusivos. É difícil dizer se o crime é causado pelo desemprego, ou se o desemprego é causado pelos altos índices de criminalidade, afinal, mais jovens e homens estariam escolhendo o meio informal e ilegal de obter rendo em vez procurarem por empregos honestos e legais, causando, assim, mais desemprego. A questão também envolve medidas de desemprego, maneiras de se calcular e, por conta disso, tornar-se muito complexo desenvolver este tipo de pesquisa e se chegar a um resultado minimamente confiável.
Uma opinião do autor com relação a isso, no entanto, é que é possível existirem causas obscuras por trás tanto do desemprego quanto das taxas criminais. No entanto, isso ele já não pode provar, e, portanto, trata-se apenas de uma hipótese remota e sem valor científico.
O autor, ainda neste artigo, trata da questão social como causa do crime, ou seja, da pobreza. Novamente, os estudos que tentam indicar alguma relação entre a condição social e a criminalidade são inconclusivos, e muitas vezes contraditórios. Aqueles que apregoam que a condição social do indivíduo como principal causa para a criminalidade, portanto, falam com base em suas ideologias, não com base em provas, estudos e fatos, segundo Wilson.
Wilson conclui que os benefícios do não-crime deveriam influenciar nas taxas criminais, mas os estudos, até aquele instante, eram inconclusivos, não podendo haver, portanto, nenhum julgamento científico a respeito do assunto. Já no tocante aos custos do crime, ele conclui que estes sim influenciam nas taxas criminais, embora o façam até determinado limite de severidade e a depender de alguns tipos penais que possam ser mais ou menos influenciáveis por consequências futuras.

##### Incapacitation Theory - Teoria da Incapacitação
Após esta explanação, o autor adentra sua tese principal da primeira edição do livro: Thinking about Crime. Trata-se da Teoria da Incapacitação (Incapacitation Theory), na qual os índices criminais tenderiam a cair com a detenção simplesmente pelo fato das pessoas que cometem crimes estarem presas, e, portanto, impossibilitadas de cometerem crimes.  Tal tese irá influenciar muito o setor político norte-americano, e terá grandes reverberações no futuro, posto que fora lançada em 1975. Sendo que diversos autores modernos consideram James Q Wilson, por conta desta tese e de outros pensamentos, um dos maiores responsáveis pelo imenso número de enclausurados no EUA atualmente.
No artigo Crime and Great Recession de 2011, citado anteriormente, Wilson discorre sobre as razões das taxas criminais terem reduzido nos EUA nos últimos anos. Uma das explicações é justamente esta, a Teoria da Incapacitação: ao ter muitos presos que poderiam estar soltos e cometendo crimes, a América faz com que os índices criminais sejam menores que em outros países, e ele cita o exemplo da Inglaterra. E diz que, a única diferença entre os dois países neste aspecto era que os EUA mantinham seus criminosos mais tempo presos, e isso fazia com que não cometessem crimes por motivos óbvios e, assim, houvesse uma redução nas taxas de criminalidade no país. Não é a única explicação que ele fornece, mas é uma das possíveis formas de se entender tal redução na quantidade de crimes.

##### Making justice swifter - Tornando a justiça mais veloz
O autor elabora inúmeros artigos, e, em alguns deles, explica melhor pontos não tão bem explanados em alguns de seus trabalhos. É o caso deste artigo de 1997. A questão posta anteriormente, principalmente sobre a eficiência da justiça e seus efeitos sobre os comportamentos humanos, considera a celeridade de identificar o culpado, condená-lo e puni-lo uma das armas mais importantes do Estado para combater e coibir o crime.
Este artigo foi uma tentativa de contribuição de Wilson para melhorar a velocidade do sistema judicial, que, segundo ele, move-se glacialmente. Este movimento lento, como o próprio Wilson reconhece, é uma garantia constitucional para evitar que inocentes sejam condenados e punidos como culpados. Portanto, pouco se pode fazer para tornar este sistema mais célere, e Wilson expõe estes poucos caminhos que aumentam a velocidade do sistema sem ferir a constituição.
As medidas por ele propostas possuem um objetivo claro, mostrar a presença forte do Estado nos bairros de mais alta criminalidade, e mostrar que o sistema judicial está observando cada passo das pessoas, e que, aquele que caminhar de maneira errônea ou der um passo em sentido contrário, irá sentir seriamente a coerção estatal e a velocidade com que este se move.

##### A família pode ser a solução
James Q Wilson, após analisar as consequências supostamente negativas que um criminoso pode ter, levando em consideração a percepção do homem médio, e após verificar que os benefícios do não-crime, provavelmente, pouco influenciavam nas taxas de criminalidade, ele chega à conclusão que, na verdade, trabalhar as consequências do ato criminoso não seja, talvez, a melhor forma de se prevenir o crime como um todo.
Os efeitos da detenção sobre os criminosos, a incapacitação do criminoso por estar preso, e, portanto, não poder mais cometer crimes na sociedade, e outras consequências “negativas” advindas de uma atitude delituosa poderiam, por assim dizer, reduzir o crime. Mas, segundo o autor, esta diminuição não poderia ser considerada significativa.
Algumas pesquisas demonstraram que há os criminosos de uma só vez, que cometem um só crime durante toda sua vida, há aqueles que cometem 2 ou 3 crimes e depois param, e há aqueles que são contumazes, e passam a vida inteira a praticar crimes e a viver dos resultados de seus crimes.  Estes últimos não são afetados pelos efeitos da detenção, mas somente através do encarceramento, por motivos óbvios.
E, através deste ponto de vista, Wilson começa a cogitar o que poderia ser feito para reduzir drasticamente o número de crimes, e não apenas tomar medidas paliativas. Sua resposta para esta questão é a família, que pode e deve engendrar valores nos indivíduos e causar um enorme impacto sobre o crime. A partir deste instante, o autor enxerga os benefícios que este instituto pode trazer para a sociedade, embora esteja cada vez mais deteriorado pelos efeitos brutais que a globalização lhe impôs. Ele cita os EUA no século XIX, época em que a família era um instituto muito mais forte e presente, e diz que, naquele período, os EUA possuíam a justiça tão lenta quanto a de agora, e que o temperamento, as psicopatologias e os benefícios de ser criminoso eram os mesmos, no entanto, a taxa de criminalidade era bastante baixa.
Ele comenta da sociedade atual, que está colocando os “direitos acima dos deveres, espontaneidade acima da lealdade, tolerância acima de conformidade e autenticidade acima da convenção”. E tudo isso, por assim dizer, afeta os índices gerais de atos ilegais. Família e temperamento são fatores primordiais para a redução do número de criminosos, e não somente dos criminosos de um só delito, mas de todos os tipos de criminosos, e a família é, justamente, o instituto que vem sofrendo os impactos severos da globalização. A família, assim sendo, é de fundamental relevância para a formação da moral do indivíduo, que Wilson, assim como Durkheim, considera fator de extrema relevância para composição de um criminoso. Wilson irá tocar neste ponto muitas outras vezes em suas obras, e algumas delas serão analisadas abaixo.

##### Welfare Reform and Character Development
Após analisar o papel da família para a formação de um criminoso, James Q. Wilson, nessa obra, revela uma grande insatisfação da população norte americana, que se materializa na figura de uma subclasse. Segundo o autor, sempre houve uma e sempre haverá. Ela é vista como a responsável pela ruptura de valores e pelo abuso da assistência social dada pelo Estado norte-americano. Além disso, afirma ainda que a sociedade moderna não consegue mais sustentar o modelo de família tradicional como era antigamente.
Com o seu crescimento, o poder de destruir seus filhos aumentou, sem contar a expansão dos danos para além de seus limites. A causa para isso, na visão do autor, foi a economia criativa e próspera disponibilizou o acesso a bens, como automóveis, drogas, armas, que abalam uma vida social mais harmônica. Como solução, sugere o autor que haja maior controle sobre esses meios ou alterar a vida daqueles que os possuem de forma significativa. É por este último que o autor tece suas reflexões.
Isso é analisado sob três abordagens:
Abordagem estrutural: empregos. Bons empregos vindos do setor industrial estão se deslocando do interior para as periferias, deixando para trás homens conscientes do valor do seu trabalho, ganhando respeito e dinheiro. A mão de obra empregada foi substituída por jovens que não veem
perspectivas e acabam por abandonar tais empregos.
Abordagem racional: os benefícios sociais dados pelo
governo se tornam tão atrativos a ponto de desestimular a formação de famílias
formada de dois pais, pois veem que isso é desnecessário.
Abordagem cultural: a criança e vida familiar, vindas
de uma criação tradicional, não conseguem mais competir com ou se autocontrolar
diante de uma cultura de radical autoindulgência e, ao mesmo tempo,
desafiadora, pois as drogas, televisão, videogames etc. são mais atrativas que
outros bens ou atividades antes existentes.
Após essa exposição, o criminologista aponta críticas
referentes a cada uma delas, explicando o que de fato ocorre com cada uma
delas.
Estrutural: a relação existente entre a dissolução
familiar e os postos de trabalho é incerta ou fraca. Há fatores que incentivam
a fuga de indústrias nessas regiões, como a criminalidade. Se ela for alta, nem
mesmo um custo muito baixo do trabalho ou alta demanda de clientes poderão
resolver essa questão. Ademais, os empregadores utilizarão pistas que darão
indício de confiabilidade e treinabilidade da mão de obra a ser contratada,
como etnia, forma, vestido, linguagem, até mesmo locais de residências. Tais
sinais têm importância econômica muito grande. Uma observação pertinente se faz
na medida em que é possível realocar pessoas para as periferias concedendo
benefícios a elas e com o baixo custo para os bairros acolhedores. Se isso é
financiado por fundos públicos, segundo o autor, deveria haver uma burocracia
que seja o suficiente para escolher bons candidatos, pois a resistência a
grandes mudanças seria insuportável, como a perda desse benefício, decorrente
da melhora da qualidade de vida.
Racional: estudos apontaram que, depois de anos
dando assistência social, no que se refere à gravidez de jovens, os estados que
têm maior pagamento tendem a ter maior número de crianças nascidas de mães
jovens, para que tenham mais acesso a esses benefícios, evidenciado pelo grande
número de nascimentos ilegítimos. O autor ainda acredita que isso também tem
como influência a etnia, ao afirmar que nascem mais bebês ilegítimos de negros
comparando com brancos. E outras comparações foram feitas, constatando no final
que há fatores como a cultura, raízes históricas profundas  que podem mudar de acordo com o tamanho da
comunidade e do caráter da comunidade circundante. Observação importante: jovens
do sexo masculino não estariam afetados por uma exigência que atrela trabalho a
bem-estar, o que explica o abandono de seus supostos filhos, fazendo aumentar o
número de jovens mães recebendo assistência estatal.
Cultural: Há muitos esforços em muitas cidades, por
entidades públicas e privadas, indivíduos e igrejas, para persuadir os jovens a
serem pais e não apenas percalços para a sociedade, ajudando viciados em drogas
e alcoólatras, e para ensinar as competências parentais a mães adolescentes.
Oautor defende que para haver essa assistência do Estado, deveria haver uma
supervisão de um adulto, sugerindo até a ajuda de um instituto, hoje em desuso,
que seria o internato, nos casos em que as jovens não conseguem lidar com a
situação. Existem pequenos projetos que conseguem amenizar problemas sociais,
como a dependência do uso de drogas, mas reconhece-se que isso é feito por
profissionais dedicados. Uma pergunta que fica é se isso teria os mesmos
resultados se fossem feitos por qualquer pessoa.
O caminho norteador para sanar essa insatisfação
advém do objetivo primordial de salvar as crianças, pois o autor acredita ser a
base para a transformação social, e, por conseguinte, de uma mudança profunda
da consciência de subgrupo. As outras mazelas devem ser tratadas como secundárias.
O próprio criminologista não sabe como atingir esse
objetivo. O que se discute na propositura de soluções é em grande parte baseada
em suposições, postura ideológica e prioridades perversas.
O governo federal não pode ter uma política de
família significativa para a nação, e não deveria tentar. Não só ele não sabe e
não pode aprender com os "especialistas” o que fazer; seja lá o que acha
que deve fazer, ele vai tentar fazer da pior maneira possível: de maneira
uniforme, de forma sistemática, política e ignorante. Mesmo quando ele permite
que os estados tenham alguma liberdade, fá-lo apenas com o seu próprio prazer,
reservando-se o direito de estabelecer termos, emitir renúncias, e impor
condições.
Mesmo que os Estados devam provar-se sem imaginação
ou indiferente, há razões filosóficas para fazer o que hoje é chamado de
bem-estar da responsabilidade do Estado apoiado em parte por verbas federais.
Na medida em que o bem-estar envolve a redistribuição de renda, é propriamente
um dever nacional. Mas na medida em que envolve o desenvolvimento do caráter, é
um dever local. Quando se trata de definir as características essenciais de uma
vida familiar decente e definindo as diretrizes desejáveis para cuidar das
crianças, as mais claras, as vozes mais autênticas serão os de amigos e
vizinhos, e não aqueles de analistas políticos e legisladores distantes.
Precisamos sintonizar o projeto de cuidar da criança para com a mensagem
central das vozes comuns, o mais adequado para fazer progresso.
Experimenta-se o trabalho de uma grande mudança
cultural que está em curso há décadas, na verdade para a maior parte deste
século. Essa mudança cultural tem como característica central a emancipação do
indivíduo das amarras da tradição, comunidade e governo. A maioria de nós já se
beneficiou com a liberdade e oportunidade que resultaram. Mas aqueles entre nós
que possuem restrições internas e, portanto, mais vulneráveis às mudanças
culturais, têm pago um preço muito alto. Sexo sem compromisso, a educação dos
filhos separada da vida familiar, escapismo estendido para o abuso de drogas e
trabalho de nível de entrada redefinida como humilhante são alguns dos exemplos
desse preço alto.
James Q. Wilson afirma que há o abandono do esforço
e das convicções morais que estão subjacentes a uma família decente, em favor
de algo que hoje se chama, com desdém, bem-estar. Substituímos o nosso desejo
de salvar as crianças por um desejo de acabar com a pobreza ou qualquer
dependência. A pobreza e a dependência são males sociais, mas há famílias
pobres e dependentes que criam os filhos de forma decente.
Nessa mesma perspectiva, o que é definido como
problemas molda a forma como abordá-los. O autor defende parar de chamar o
bem-estar alcançado de problema. Deveria estar falando sobre como salvar as
crianças. Se reduzir a pobreza ou dependência e ainda permitir que os pais
incompetentes façam com que as crianças se tornem vulneráveis, todo o esforço
buscado não levará aos resultados pretendidos, frustrando uma mudança
significativa desse desconforto.

### Teoria das janelas quebradas (Broken Windows Theory)
A Teoria das Janelas Quebradas postula haver uma relação entre a desordem e o crime. Psicólogos sociais e policiais tendem a concordar que uma janela quebrada e não consertada levará à quebra de outras mais. Isso é explicado pelo fato de que ninguém se importa com esse ato de vandalismo, fazendo com que mais janelas sejam quebradas. Experiências parecidas foram feitas, com carros abandonados, cuja autoria é de Philip Zimbardo. Duas áreas distintas foram escolhidas, uma numa de Bronx e outra na Califórnia. Na primeira, o carro foi atacado em dez minutos, enquanto na outra, permaneceu o carro intacto durante mais de uma semana. Nesse momento, então, o pesquisador martelou o vidro desse carro da Califórnia. Como resultado, o carro ficou de cabeça para baixo ,todo destruído. Disso conclui-se que o vandalismo pode ocorrer em qualquer lugar uma vez que as barreiras que impedem isso sejam afrouxadas por ações que transmitam sinal de  que ninguém se importa com isso. Propriedades sem fiscalização transformam as pessoas em relação a suas atitudes, até mesmo para aquelas que nem imaginariam fazer ou aquelas que se consideram fora-da-lei.

#### O comportamento decorrente disso
Sugere-se que o comportamento “não fiscalizado” possa conduzir ao desmoronamento do controle dessas comunidades. Nessa perspectiva, é inevitável que os crimes aumentem ou que aconteçam mais ataques violentos para “estranhos”. Com relação à questão do medo, em resposta a um deles, as pessoas evitam outro, enfraquecendo seus controles. Como exemplo, alguém chama a polícia, ela vem, pode ser que ocorra uma prisão, mas o crime em si continua e a desordem não é abalada. Nos anos de 1960, quando os maiores problemas eram os tumultos urbanos, os cientistas sociais começaram a explorar o papel de manter a ordem conferida à polícia. Sugeriram maneiras de ampliá-la, indo na contramão do objetivo maior que era deixa-la mais segura, pois queriam reduzir os incidentes dos movimentos de massa. Mesmo assim, com o passar dos anos, isso se tornou ineficaz, e logo os esforços concentraram-se em esforços de propor e testar jeitos em que a polícia poderia prender mais, resolver maior número de crimes e recolher mais evidências. Como resultado, a polícia se tornou melhor combatente de crimes, porém a relação entre  a manutenção da ordem e a prevenção do crime foi esquecida. E tal relação é semelhante com o processo em que uma janela quebrada se torna em muitas. Os crimes de rua florescem em áreas onde não há fiscalização dos comportamentos desordeiros. O mendigo que não é monitorado seria a primeira janela quebrada. Assim, assaltantes e outros acreditam que suas chances de serem pegos diminuem ou até mesmo de ser identificado, se operam em ruas onde as potenciais vítimas já são incomodadas por condições prevalecentes.

#### Como a polícia mantém a ordem
Ela faz isso por meio do reforço dos mecanismos de controle da própria comunidade. A polícia não pode substituí-la sem demandar grandes esforços para tal. Mas para reforçar essa força natural, deve-se acomodar tal força. Uma vez que pensamos em todos os aspectos do trabalho da polícia, envolvendo a aplicação de procedimentos especiais, inevitavelmente, fala-se em o que constitui uma pessoa indesejável e porque criminalizamos a vadiagem ou a embriaguez. O desejo de descriminalizar um comportamento vergonhoso que “não prejudica” ninguém, e, portanto, remover a última sanção -  no caso, a prisão - da polícia é um erro, uma vez que deixar passar vários casos em que isso ocorre, sem alguma atitude, pode destruir uma comunidade inteira. Uma regra particular que parece fazer sentido em casos individuais perde sentido quando é aplicado a todos os casos como regra universal. No entanto, as relações entre a polícia e a comunidade têm aumentado, havendo uma ajuda mútua entre eles, na qual as pessoas esperam que a polícia faça algo, e este está determinada para tal.
Embora o trabalho feito pela polícia seja fundamental para a prevenção da criminalidade, Oscar Newman, em seu livro de 1972, Defensible Space, explicou que a presença da autoridade policial não é apenas o suficiente para uma cidade segura e livre de crime. As pessoas da comunidade também precisam se empenhar para a prevenção da criminalidade. A teoria de que Newman propõe é que as pessoas vão cuidar e proteger de seus próprios espaços quando eles sentem que têm um investimento, argumentando que uma área acabará por ser mais seguro se as pessoas têm um senso de propriedade e responsabilidade para com a área. A razão pela qual as janelas quebradas e os atos de vandalismo ainda são predominantes é porque as comunidades simplesmente não parecem se preocupar com os danos. Independentemente de quantas vezes as janelas sejam reparadas, a sociedade ainda tem que investir algum do tempo se para mantê-lo seguro. A negligência da sociedade em relação a qualquer forma de uma "janela quebrada" significa uma falta de preocupação para a comunidade. Newman declara isso como um sinal claro de que a sociedade aceitou esse transtorno, permitindo que as janelas quebradas não reparadas mostrem a vulnerabilidade e falta de defesa contra a situação.

#### Explicação Teórica
A razão pela qual o estado do ambiente urbano pode afetar o crime pode ser descrito como devido a três fatores:
1. Normais sociais e conformidade
2. A presença ou a falta de rotina
3. Sinalização social e crime sinal

Em um ambiente urbano anônimo, com poucas ou nenhumas outras pessoas ao redor, normas e monitoramento sociais não são claramente conhecidas. Os indivíduos, portanto, olham para os sinais dentro do ambiente como as normas sociais do ambiente e define o risco de ser pego violando essas normas; um desses sinais é a aparência geral da área.
De acordo com a teoria das janelas quebradas, um ambiente ordenado e limpo - um que é mantido assim - envia o sinal de que a área é monitorada e que o comportamento criminoso não será tolerado. Por outro lado, um ambiente desordenado - um que não seja mantida (janelas quebradas ou grafites espalhados no ambiente) - envia o sinal de que a área não é monitorada e que um pode se envolver em comportamento criminoso, com pouco risco de detecção.
Supõe-se que, sob esta teoria, a paisagem "comunica" com as pessoas. A janela quebrada transmite aos criminosos a mensagem de que a comunidade mostra uma falta de controle social informal e, portanto, incapaz de ou não querem se defender contra uma invasão criminosa. Não é tanto a janela quebrada real que é importante, mas sim a mensagem as pessoas recebem a partir da janela quebrada. É um símbolo de indefesa e vulnerabilidade pela comunidade e é uma representação da coesão das pessoas dessa comunidade. Bairros que têm um forte sentimento de coesão irão corrigir as janelas quebradas e afirmar a responsabilidade social para si mesmos e efetivamente dando-se o controle sobre seu espaço. Embora a teoria coloca uma ênfase significativa no ambiente construído, o comportamento humano também deve ser levado em consideração.
Sob a impressão de que uma janela quebrada não consertada levará a problemas mais graves no futuro, os moradores vão começar a mudar a maneira de ver a sua comunidade. Na tentativa de se manter seguro, uma comunidade coesa começará a desmoronar quando os indivíduos começam a gastar menos tempo dentro do espaço comum para evitar possíveis ataques violentos por estranhos. A deterioração lenta de uma comunidade como um resultado de janelas quebradas modifica a forma como as pessoas se comportam quando se trata de seu espaço comum, que por sua vez leva a um colapso do controle da comunidade. Como barulhentos adolescentes, bêbados, mendigos, viciados e prostituição lentamente fazem o seu caminho em uma comunidade, eles transmitem um sinal de que a comunidade é incapaz de afirmar o controle social informal e os cidadãos ficam com medo de que coisas piores poderão acontecer. Como resultado, eles passam menos tempo nas ruas para evitar esses assuntos e sentem uma maior desconexão com a sua comunidade ao longo do tempo se os problemas persistirem. Esta é a diferença entre o que são conhecidos como "regulares" e "estranhos" dentro de uma comunidade. “Regulares” incluíam as “pessoas decentes” e eventuais bêbados e outros que não incomodavam, porque estavam ali sem o propósito de perturbar a ordem social da comunidade. “Estranhos” eram estranhos, além de serem vistos como suspeitos, às vezes, vistos de forma apreensiva. Ademais, havia regras informais que eram entendidas nessas comunidades, sendo definidas por e reforçadas pelos “regulares”, formando um conjunto de normas próprias daquela comunidade. A forma como "regulares" atuam é representante da cultura local, enquanto "estranhos" são vistos como não pertencentes da área em questão.
Com relação à geografia social, a teoria das janelas quebradas é uma forma de explicar as pessoas e suas interações com o espaço. A cultura de uma comunidade pode deteriorar-se e mudar ao longo do tempo com a influência de pessoas indesejadas, e comportamentos mudam a paisagem. A teoria pode ser visto como as pessoas que moldam o espaço com a civilidade, e a atitude da comunidade cria espaços que são utilizados para fins específicos pelos moradores. Por outro lado, também pode ser visto como espaço de moldar as pessoas com elementos do meio ambiente que influenciam e restringem a tomada de decisão do dia-a-dia. No entanto, com os esforços de policiamento para remover pessoas indesejadas e desordenadas que colocam medo nos olhos do público, o argumento parece ser a favor de "pessoas moldar o espaço", como as políticas públicas são promulgadas e ajudar a determinar como devem se comportar. Todos os espaços têm seus próprios códigos de conduta e que é considerado certo e normal varia de lugar para lugar.
Este conceito também leva em consideração a exclusão espacial e divisão social como algumas pessoas se comportam de uma determinada maneira são consideradas perturbadoras e, portanto, indesejáveis. Excluem-se as pessoas de determinados espaços porque seu comportamento não se encaixa no nível de classe da comunidade e seus arredores. A comunidade tem suas próprias normas e comunicam uma mensagem forte aos criminosos por meio do controle social que seu bairro não vai tolerar o comportamento que é abaixo de seu nível de normas. Se, no entanto, a comunidade não é capaz de afastar os criminosos por conta própria, depois esforços policiais farão o seu melhor para auxiliar essa comunidade. Ao remover pessoas indesejadas das ruas, os moradores vão se sentir mais seguros e terão uma relação mais forte para com aqueles que os protegem. Pessoas de civilidade abaixo do esperado que tentam fazer uma marca na comunidade serão removidos como resultado dessa teoria.

### Crime and Human Nature

#### Introdução
Trata-se de um livro feito em coautoria com Richard J. Herrnstein, e trata-se de uma de suas obras mais importantes, influentes e completas, pois expõe, praticamente, todas suas convicções de maneira clara, e sua forma de trabalhar, sempre se embasando em estudos e na prática, mostrando seu jeito de enxergar alguns fenômenos da sociedade, em especial o crime, como poucos conseguem: através de números, provas e fatos.
Esta sua característica peculiar lhe rendeu muitas críticas, mas também é responsável por sua grande fama nos meios políticos e policiais, afinal, suas ideias não foram criadas para permanecer na teoria, mas, principalmente, para serem aplicadas e servirem de soluções para problemas práticos. Pragmático, esta seria a palavra que resumiria de forma adequada James Q Wilson e suas obras, e esta não é exceção. E lembrando que esta parte não se trata de uma resenha do livro, mas sim de uma exposição de alguns pontos para trazer a opinião de Wilson sobre alguns temas que envolvem a criminologia.

#### O Crime e a sua explicação
Qual era o objetivo do livro? A grande proposta do livro é “esclarecer o porquê de algumas pessoas serem mais propensas que outras a cometerem atos que são condenáveis e puníveis em todas as sociedades”. Neste ponto, o autor toma cuidado com o significado de crime, afinal, muitas culturas podem considerar crime aquilo que não é crime em outras culturas, logo, o foco do livro é descobrir as motivações dos atos considerados crimes em todos os países, e não somente em alguns.
De início, fala-se sobre alguns métodos de se medir crimes e sobre algumas teorias do crime, entre elas, a Teoria do crime como uma escolha, sendo que no momento da escolha, tudo é avaliado consciente e inconscientemente. Os benefícios e os prejuízos. Sobre esta teoria, ele relata sua complexidade, tanto em medição como na aferição de sua real eficácia a indivíduos que, muitas vezes, podem ser considerados impulsivos e que não dirigem suas condutas com foco nos prejuízos futuros e incertos, mas somente nos benefícios imediatos e abundantes.
Todo comportamento humano seria baseado em dois tipos de forças ou estímulos (chamados reinforcements – reforços, pelos autores): primários e secundários.  A primária deriva de um impulso nato, tal como o apetite sexual. O estímulo secundário deriva sua força da aprendizagem. A linha entre estes dois estímulos é muito tênue, e difícil de ser traçada. Quando pessoas discutem sobre se homem é mais agressivo que a mulher, ou se a humanidade é mais competitiva e má, estamos discutindo sobre estímulos primários e secundários.
Sendo a distinção entre estímulos (reinforcements) primários ou estímulos secundários de extrema importância, pois, através dela é que se poderá chegar à noção da verdadeira atenção a ser dada entre a ligação dos impulsos natos e das convenções sociais. Quando ações presentes são governadas por suas consequências, condicionantes operantes ou instrumentais estarão funcionando. O comportamento funcional afeta o estímulo que recebemos e este, por sua vez, afeta nosso subsequente comportamento.
Caso acreditemos que o comportamento não pode ser ordenadamente explicado por um ou outro processo, podemos utilizar a diferença entre as condicionantes clássicas e instrumentais. Pessoas deficientes em consciência podem se tornar pessoas que por várias razões resistem às condicionantes clássicas: eles não internalizam as regras tão facilmente com os outros. Pessoas que, mesmo com uma forte consciência, cometem crimes podem ser pessoas com dificuldade de imaginar as consequências no futuro daquela ação ou ser tão impulsivas que descartam brutalmente mesmo aquelas consequências que conseguem prever.
Outras teorias do crime são citadas, e o autor as expõe, pontuando os pontos fortes e os fracos, e algumas pesquisas que as descartam, ou corroboram com algumas das explicações. Sua tentativa de explicar o crime, na verdade, não é uma busca por criar algo novo, nem excluir teorias consagradas, mas complementar as teorias existentes e, assim, contribuir para a evolução da sociedade.

#### Fatores constitutivos

##### Fatores constitutivos no comportamento criminal
Neste capítulo o autor irá discorrer sobre as características morfo e fisiológicas que podem predispor um indivíduo a cometer um crime. James Q. Wilson e Richard J. Herrnstein acreditam que o comportamento criminal, como todos os comportamentos humanos, resulta de um complexo de interações genéticas com fatores ambientais.
Aqui ele começa a discorrer sobre algumas teorias que tentam explicar o crime sob seu o viés anatômico, como Lombroso, e as teorias que acreditam ser o ambiente em que se vive o fator preponderante. E o criminoso aqui citado, como explanado mais acima, não se trata de crimes pequenos, esporádicos, e sim de crimes violentos e cometidos corriqueiramente.
Trata-se, portanto, de uma linha de pensamento influenciada fortemente pelos estudos de Lombroso e seus discípulos. Uma linha que beira os pensamentos eugênicos do início do século XX, com fatores genéticos influenciando fortemente no que o indivíduo irá se tornar no futuro. Mas os autores, ao fazerem estas observações e citação de pesquisas, não buscam afirmar que tais características são a causa do crime, mas sim que estão relacionadas com o comportamento criminal, algo totalmente distinto e que implica outras consequências, bem mais profundas.
Segundo Wilson, características físicas podem ser constantes em alguns crimes, mas o crime, em última instância, é comportamento. Embora os traços externos que constituem o ser humano, em algum ponto de análise, possam estar atrelados a variáveis comportamentais.

#### Quantitativos genéticos
Na procura por relações constitucionais do crime, o moderno quantitativo genético não lida mais com arbitrárias medidas anatômicas, mas sim com pessoas relacionadas através do sangue e, mesmo aquelas não relacionadas, aquelas partilham do mesmo ambiente.
A lógica do método é inferir quanto há de correlação através dos vários graus de relacionamento entre as pessoas pode ser atribuído ao compartilhamento de genes e quanto pode ser atribuído ao ambiente. Ou seja, trata-se de saber qual variável Darwiana, fator ambiente e fator hereditário, tem mais relevância quando se trata de causas do crime.  O objetivo é descobrir qual é o efetivo grau de influência que se pode atribuir aos fatores genéticos.
Neste ponto o autor começa a explanar sobre pesquisas entre gêmeos, crianças adotadas e algumas anomalias genéticas.

##### Gêmeos
Aqui, como em todos os outros pontos, o autor cita pesquisas e resultados, teses e possíveis erros cometidos pelos pesquisadores. Após toda esta exposição, chega-se à conclusão que os gêmeos monozigóticos são mais semelhantes na criminalidade, ou seja, quando um comete, será muito provável que o outro também pratique o crime. Esta proporção é bem maior que no caso de gêmeos dizigóticos.
Tal resultado poderia nos levar a acreditar que o fator genético é preponderante, e tem real influência no comportamento criminal. Os autores explicam outros pontos de vista sobre isso, mas não se chega a uma conclusão certeira, principalmente por conta das fraquezas dos estudos, como, por exemplo, o fato dos gêmeos viverem num mesmo ambiente, e não se saber a real influência do ambiente sobre os casos.

##### Crianças adotadas
Estariam as crianças mais predispostas a serem criminosas se os seus pais biológicos fossem criminosos ao invés dos seus pais adotivos o serem?
Pois bem, esta é a questão. As pesquisas expostas no livro nos levam a crer que o fator genético, ou seja, herdado dos entes biológicos, é mais preponderante que o fator ambiental, apesar de esta também ter bastante relevância. Sendo que, no caso dos pais serem ambos, tanto biológicos quanto adotivos, criminosos, as chances do filho ser criminoso é bem maior que no caso de presente apenas um dos fatores. Ou seja, há duas influências aí.
Outro fato interessante é que a “transmissão da criminalidade” dos pais biológicos para seus filhos não mudou se os pais biológicos cometiam seus crimes antes ou depois da criança ter sido adotada, ou se os pais adotivos sabiam que os pais biológicos eram criminosos.
Um dos pontos frágeis do estudo é que, muitas vezes, o sistema de adoção seleciona uma família com condições parecidas às da família biológica. E isto acaba que por viciar o estudo do efeito genético, pelo menos um pouco, com fatores ambientais.
Os estudos (embora elaborados sob amostras pequenas), no entanto, são uma sugestão bastante forte, como dizem os autores, da forte influência biológica no comportamento criminal, mas sem excluir os fatores ambientais, posto que foi apurado, também, que, caso os dois fatores estejam presentes, as chances de haver comportamento criminal aumentam significantemente. Assim sendo, através das pesquisas elaboradas e das conclusões atingidas, nota-se a clara tendência dos autores em explicar o crime através de fatores individuais, que não podem ser atribuídos diretamente à sociedade, diferente do que muitos sociólogos à época costumavam pensar.

##### O sexo
Neste ponto, há uma constatação inicial que é sabida de todos e sempre esteve presente em todos os tempos, e em todas as culturas, os homens são de 5 a 15 vezes mais propensos a cometerem crimes em comparação com as mulheres. Por que isso ocorre?
Além da diferença brutal no cometimento de crimes, também há uma grande diferença entre os tipos penais cometidos pelos sexos. Jovens meninas aparentam ser mais tendenciosas a serem presas por ofensas sexuais, fugas, e violação de toques de recolher que por outras ofensas (salvo se a garota for negra).
Pouquíssimas mulheres têm sido presas por crimes sérios, se envolvidas em roubos, elas usualmente praticam atividade suportadas por aliados homens. Se a vítima é um homem adulto, a mulher geralmente usa uma arma ou espera até o homem estar bêbado ou dormindo, segundo as análises e pesquisas que o autor traz à tona.
O autor, neste ponto, começa a citar diversos estudos e artigos, e a expor diversas opiniões divergentes sobre o crime feminino e a sua diferença para o masculino, principalmente em quantidade. A principal tese suscitada, da qual os autores aderem, é que a agressividade presente nos homens, supostamente muito superior à das mulheres, seria a grande responsável pela imensa diferença criminal entre os sexos, assim como instintos primários presentes em maior intensidade nos homens.

##### Idade
Segundo os autores, não há fator demográfico mais relevante no estudo do crime que este: a idade. O tema será bem discorrido, à conclusões extremamente interessantes, como o fato do número de crimes cometidos por um indivíduo ir reduzindo conforme o tempo passa, e ele se torne cada vez mais velho. A partir de pesquisas e teses, ele chega a um ponto interessante, como o fato dos jovens planejarem muito menos os crimes e, portanto, tenderem a cometer crimes menos sérios.
Também há o fato de que, quanto maior a composição de jovens em uma população, maior será a taxa de criminalidade, por motivos óbvios, e isso explica bastante coisa, inclusive as altas taxas de criminalidade dos anos 60 e 70, que estavam sendo causadas pelo Baby Boom após a Segunda Guerra Mundial. Entretanto, como bem Wilson explica, as altas taxas de criminalidade dos anos 60 e 70 nos EUA possuem raízes mais complexas, sendo o Baby Boom apenas um dos fatores que contribuíram para o aumento da criminalidade, pois a taxa de criminalidade aumentou mais que a população. Portanto, talvez a idade explique 50% das altas, mas não explica a outra metade nem explica os altos índices de crimes violentos, posto que jovens, como explicitado anteriormente, tendem a cometer crimes menos sérios e violentos que adultos.
Diversas teses tentam explicar o porquê da idade ser tão relevante quando o assunto é crime, no entanto, os autores acreditam que nenhuma explicação é melhor que a própria idade. Embora relacionadas com a idade, como o rendimento, o casamento, a família e a energia, e possam contribuir de algum modo para o comportamento criminal, a idade como variável combina diversos fatores para ser o principal fator de previsão, e é por isso que ela é tão forte, pois há diversos “subfatores” dentro do fator idade.
O crescimento do crime na puberdade acompanha a necessidade por dinheiro, sexo e parceiros que significam, por assim dizer, independência, ou desvio da convencional moralidade. Com o passar do tempo, os adultos dispõem de meios legais de conseguir dinheiro, sexo e amigos, e, os tais estímulos (reinforcements) serão, na verdade, positivos, ou seja, para desestimular o indivíduo do crime, ao invés de estimular.
O autor também propõe a observação do porquê de crianças e recém adolescentes não cometerem ou cometerem muito pouco crimes. Eles possuem pais presentes, que estabelecem regras (trata-se, novamente, do papel da família inibindo o comportamento criminal exposto no início). No entanto, tal poder está cada vez mais ausente, o que corrobora a informação no livro de que, quase 90% dos jovens ou mais em algumas populações, comete pelo menos um crime.

##### Inteligência
De início, os próprios autores reconhecem que tal critério ofende, por assim dizer, grande parte dos pensadores da criminologia, principalmente aqueles que pensam somente em meios sociais para explicar o crime, e não em componentes individuais, que podem ter tanto ou até mais relevância no comportamento criminal que fatores externos, segundo os autores.
Segundo os autores, parece haver uma ligação intrínseca entre criminalidade e baixa inteligência. Isto é, ao compararmos um grupo de criminosos com um grupo de não criminosos chegaremos à conclusão que os não criminosos são mais inteligentes.Diversos testes de inteligência demonstram que os criminosos possuem uma inteligência menor que os não criminosos. No entanto, o autor tenta mostrar o porquê, então, da maioria dos criminologistas não aceitar esta variável.
Ele enfrenta a crítica de que os testes de inteligência são enviesados contra muitos grupos que são desproporcionalmente representados pela população de criminosos, primariamente os pobres e certamente as minorias raciais e étnicas. "Este argumento é discutido mais com paixão do que com compreensão e entendimento, mas tentaremos resistir a qualquer impulso”.
O autor explica que os testes aparentam medir a mesma coisa para os diferentes grupos socioeconômicos, e mais, fora feito testes entre pessoas criminosas e não criminosas do mesmo nível socioeconômico, e ficou demonstrado que a inteligência entre eles não era a mesma, os não criminosos eram mais inteligentes, logo, o fator socioeconômico fora descartado.
Ele também faz a diferenciação entre o QI de performance e o QI verbal. Revelando que os criminosos, em 21 estudos, exceto em 1 (no 32 detentos federais eram considerados leitores de sucesso), o QI de performance foi bem maior que o QI verbal. E em outros estudos, uma deficiência de “discurso interno”, ou a habilidade de usar a linguagem construtivamente para resolver problemas, tem se notado uma predisposição para comportamentos agressivos na escola elementar das crianças. Medidas de capacidade intelectual inevitavelmente estão associados com outros traços que parecem mais próximos da personalidade ou temperamento, assim como com a força de um monólogo interno.
E como a Inteligência, a partir destas premissas, poderia afetar ou influenciar no comportamento criminal? Os autores tendem a colocar o fator inteligência como complementar, logo, não poderia ser determinado em uma análise isolada de outros fatores.
O autor passa a mostrar estudos que tentam identificar as relações da inteligência, mas sem antes mostrar que muitos crimes são cometidos por pessoas inteligentes, embora, nestes casos, os crimes tendem a ser mais planejados, mais bem articulados com outros integrantes, e com recompensas bem maiores, o inverso dos crimes cometidos por pessoas supostamente desprovidas de inteligência, que seriam, basicamente, crimes de oportunidade, impulsivos, portanto; como o assalto ao pedestre solitário em uma rua escura e silenciosa, ou o estupro, que visa o prazer totalmente imediato. Os crimes cometidos por pessoas mais inteligentes seriam de visão mediata, com uma maior noção do horizonte, por assim dizer.
A partir de pesquisas e conclusões, ele vai tecendo um caminho. O primeiro caminho é que pessoas sem noção de horizonte, que apenas buscam viver o hoje, e não pensam no amanhã, tendem a não obter notas satisfatórias na escola, e neste ponto estaria relacionado o ponto da experiência escolar. Tal situação de sentir-se preso ao presente é a chamada impulsividade. Obter notas insatisfatórias na escola em comparação com os demais dá a sensação de fracasso, e isso poderá ocasionar a inconformidade com as leis futuramente.
Aquele que fracassar no sistema escolar, ou seja, tiver uma má experiência na escola, tenderá a ganhar menos que os demais colegas que “venceram” a competição, e isso irá reduzir o estímulo de não se realizar um crime, e não somente isso, pois também haverá a sensação de que as recompensas do crime irão ser maiores que o não cometimento do crime. São duas consequências, portanto: a primeira é que há uma diminuição dos bons estímulos, que seriam os meios legítimos de se conseguir algo na sociedade como um todo, pois se tem a sensação de injustiça com a legitimidade dos meios; e a segunda é que os estímulos ruins serão reforçados, pois o caminho criminoso parecerá muito mais atraente e com muito mais benefícios que o caminho do não crime.
E outra ligação da inteligência com o crime que pode ser realizado, e o autor o faz, é a descoberta de que aqueles que raciocinam moralmente possuem maiores índices de inteligência, particularmente a inteligência verbal.  E todos estes fatores conectados podem fazer da Inteligência esta variável tão robusta que é, ou que, pelo menos, os autores consideram.

#### Fatores de desenvolvimento

##### A Família
Aqui estamos novamente discutindo um ponto nevrálgico na obra de James Q Wilson. O instituto como um todo perdeu muito valor a partir da segunda metade do século XX, quando a globalização atingiu níveis extremos, e a bipolarização passou a dirimir os rumos das nações. A análise da família por parte dos criminologistas também caiu muito a partir da década de 50, com o crescimento dos grupos de jovens que praticavam, em muitos casos, atos ilegais, as chamadas gangues. O foco desde então tem sido nos fatores externos, e não mais nos internos.
Os autores concordam que não existe “comportamento criminal” que possa ser descoberto quando criança, mas sim fatores de predisposição em duas dimensões: a falta de sociabilidade e a impulsividade. Segundo os autores, o papel da família entraria pontualmente na questão de moderar estas predisposições, ou seja, se o indivíduo já possuía uma forte tendência a ser impulsivo, ele seria menos impulsivo com a família presente e o orientando no sentido correto; e também no caso da tendência da falta de sociabilidade, quando a família iria ensiná-lo a ser mais sociável e minimizar os efeitos da já inerente falta de sociabilidade que o indivíduo apresenta.
Após isso, os autores colocam três desenvolvimentos que partem da família para fazer com que a criança evolua: i) o primeiro é a fixação, que vai inculcar na cabeça da criança a ideia de vencer e conseguir aprovação dos outros; ii) o segundo é o desenvolvimento do tempo horizontal, que vai fazer com que a criança passe em levar em consideração as consequências futuras de suas ações presentes; iii) e a terceira é a consciência.
E é importante ressaltar que, há criminologistas que consideram a consciência como algo inerente ao ser humano, mas James Q. Wilson não considera isso. Ele considera que, na verdade, a consciência pode ser aprendida, mas o que é aprendido não é a apenas a capacidade de calcular seu ganho, mas sim de autorrecompensa. E os autores acreditam que a consciência, por assim dizer, é sobrevalorizada no cálculo do crime, o indivíduo pode até possuir e levá-la em consideração, mas ela não possui todo este valor no comportamento criminal. Para exemplificar ele cita o célebre experimento de Stanley Milgram que visava medir até que ponto a maldade dos humanos poderia chegar, e chegou a várias conclusões, entre elas, a de que os indivíduos podem ter consciência e do que fazem e sentirem por isso, mas este fato, muitas vezes, não irá influenciar no comportamento criminal.
E, ao longo de todo o texto, o autor deixa bem visível a importância que a família e a criação da criança, principalmente, possuem em seu comportamento e a forma que ela irá dirimi-lo através das regras sociais e jurídicas. Os familiares e seus comportamentos, portanto, são um fator extremamente relevante no estudo da criminalidade e nas diferenças individuais, tanto na comparação entre criminosos e não criminosos, como nos distintos comportamentos entre os próprios delinquentes.

##### Escola
Os autores concordam que os pais acreditam que, ao se colocar uma criança na escola, elas irão ser padronizadas a um modelo, e que todos irão sair mais semelhantes do que entraram. Mas isso, na maioria das vezes, não é verdade. Elas saem, corriqueiramente, mais diferentes do que entraram.
Há duas visões sobre como a escola deveria se portar com crianças que entram com habilidades, rudes, impulsivas e ranzinzas. I) Aqueles que acreditam que a escola lida de forma muito leve com aqueles com comportamentos considerados errôneos, e assim, são os professores que falham em disciplinar crianças e falham em inculcar parâmetros de conduta neles. II) a visão inversa, de que a escola é muito difícil ou restritiva, sendo os professores que confrontam os alunos indisciplinados, e, ao fazerem isso, irão transformá-los em “causadores de problemas” de forma que irão reforçar as tendências.
Os autores, de início, mostram-se relutantes em aceitar a visão de que as escolas possuem um grande papel no comportamento das crianças. No entanto, através de pesquisas e teses, chega-se à conclusão de que, na verdade, as escolas podem ter um papel interessante para a redução do crime.
As pesquisas demonstraram que, escolas em semelhantes condições, que acolhiam alunos da mesma classe social, exigiam uniformes de seus alunos, possuíam mesma proporção de alunos por salas de aula e os mesmos benefícios, modificando “apenas” o desempenho dos alunos, produziram índices de criminalidade totalmente distintos. No entanto, os resultados são inconclusivos.
O fato é que a escola pode afetar o comportamento criminal de formas diferentes. Há a maneira da qual o professor sequer participa, como no caso da escola estar localizada em um ambiente mais arriscado, de altos índices criminais, e o indivíduo estar mais sujeito a conhecer criminosos e com eles se envolver, e há a possibilidade dos professores serem ótimos e fazerem com que os seus alunos obtenham altos rendimentos, afastando, assim, o fracasso acadêmico de suas vidas e, desta forma, reduzindo substancialmente as chances deles se tornarem criminosos, posto que um grande número de estudos tem relacionado delinquência com baixa performance escolar.
Novamente, as questões externas aos indivíduos, para James Q Wilson, parecem ser menos relevantes e determinantes para a efetivação e criação do comportamento criminal se comparadas às questões individuais, como predisposições genéticas e questões familiares.

#### Álcool e Heroína
As drogas, em geral, podem levar a dois efeitos: diretos e indiretos. Isso decorre da menor preocupação com as consequências dos atos praticados sob o efeito delas e da atração por benefícios imediatos. Assim, dizemos que o álcool tem efeitos diretos na realização de crimes, já que aumentam, dependendo do indivíduo, a agressividade e a impulsividade, e, por conseguinte, mais crimes acabam sendo cometidos; enquanto a heroína possui efeitos indiretos, por haver outros meios eficazes para adquirir essa droga, e não somente através do crime (essa última foi a mais usada na década de 1980 nos Estados Unidos).

##### Álcool
O consumo dessa droga está relacionado com um grande número de crimes, como assaltos, roubos, assassinatos etc. Foram feitas pesquisas nos quais se observaram os comportamentos dos participantes durante o estudo. Uma dessas experiências consistiu em um grupo de pessoas que jogavam cartas. Alguns consumiram alguma bebida, enquanto o resto do grupo ficava sóbrio, em que foram observados os níveis de agressividade de todos. No decorrer das rodadas, os indivíduos que beberam álcool tornaram-se mais agressivas. Também perceberam que esses indivíduos tinham um histórico envolvendo mais discussões e lutas.
A partir disso, traçando as personalidades dos alcóolatras, notam-se as seguintes características: tais indivíduos tendem a ser neuróticos, são ansiosos e têm um ego menor. Isso sugere que os alcóolatras podem ser criminosos ao mesmo tempo, ou podem ser somente viciados em álcool, ou ainda, que os criminosos não são necessariamente alcóolatras. Além disso, outros estudos revelam que aqueles que bebem muito e que demonstram hostilidade ou rebeldia tendem a empreender comportamento violento. Verificam-se, então, dois tipos de alcóolatras: os agressivos e os compulsivos. Os primeiros tendem a justificar seus atos a partir de forças externas a eles, não se responsabilizando pelo que fizeram. O segundo grupo se caracteriza por não ter controle sobre o próprio vício, o que leva o individuo a beber em momentos inadequados.
Analisando como as pessoas reagem ao álcool, naturalmente lançamos nosso olhar para a família desse sujeito, a fim de conseguir algumas pistas que levaram ao individuo desenvolver essas atitudes. Como conclusão, um alcóolatra tem muito mais chance de ter em sua família um parente que já o é, o que nos leva a indagar a predisposição desses indivíduos quanto ao alcoolismo. Alguns têm predisposição congênita; para outros dependem de circunstâncias sociais para desenvolver essa dependência.
Portanto, essa droga afeta diretamente os índices de crime, pois influenciam diretamente na agressividade do individuo, de tal maneira que acaba perdendo seu controle sobre seus atos, o que poderia levar à prática de delitos.

##### Heroína
Ao analisarmos como essa droga age no corpo humano, há duas peculiaridades fisiológicas: 1) a falta de seu uso recorrente causa abstenção, desconforto; 2) a tolerância a altas doses aumenta a cada uso para se atingir o estado de euforia. Ademais, fatores ligados à personalidade e à oportunidade, somados, podem ou não proporcionar a execução de crimes pelos usuários.
É um exagero afirmar que tal vício levaria à formação de criminosos, que roubariam grandes somas para sustentar esse hábito, pois existem inúmeras formas de se adquirir recursos de uma maneira condizente com o ordenamento jurídico. Isso se visualiza melhor nas classes de usuários dessa droga. Assim, há quatro classes:
a)STABLE ADDICTS: são pessoas que conseguem trabalhar e usam a droga, ou ainda, são incluídas nessa classificação indivíduos que não consomem drogas nem participam do mundo do crime.
b)LONERS: elas não trabalham, porém, conseguem dinheiro a partir de amigos e programas sociais. Um exemplo concreto é a Grã-Bretanha, na qual o uso dessa droga era permitido. Essa foi uma forma de que esses sujeitos evitassem a cometer crimes e a não imiscuir-se no mundo das drogas.
c)TWO-WORLDERS: indivíduos que trabalham e sustentam seu hábito, mas com uma diferença de que esses se envolvem no “submundo” e cultura das drogas.
d)JUNKERS: esses não trabalham e compram a droga clandestinamente no mercado negro e se envolviam em crimes e outros vícios.
Uma observação pertinente se faz na Inglaterra, país onde o uso da heroína era legalizado, com supervisão e prescrição médicas. Nessa situação, havia um embate entre médicos e usuários, porque estes sempre queriam doses cada vez mais altas, enquanto aqueles prescreviam doses baixas o suficiente para manter o vício sob controle.
Dessa classificação, derruba-se um mito, consistente na premissa de que quem usa heroína necessariamente rouba. Isso não faz mais sentido, uma vez que existem outros jeitos para obter a droga, seja pelo trabalho, programas de bem-estar social, doações e até a própria venda da droga. Além disso, há estudos apontando que os usuários, antes de seu vício, já cometiam crimes. E quando ocorrem crimes com o objetivo de manter o vício, predominam-se os crimes contra a pessoa, por serem mais rentáveis.

#### Comunidade
Com relação a isso, muitos acadêmicos investigaram a relação entre as características das comunidades e as taxas de crime associadas a elas. Suspeitaram de que a conexão entre a geografia e o crime resulta de forças sociais inerentes à comunidade. As descobertas sugerem que há algo da vizinhança determinante para o acontecimento do crime em si.
Dessa forma, cada vizinhança poderia adquirir características próprias, que são reflexos das misturas de usos locais e de instituições criadas ali. E toda essa construção poderia ser passada adiante para gerações futuras. Para melhorar ainda mais esses estudos, os pesquisadores tentaram encontrar parâmetros que pudessem servir de base para explicar altas taxas de crimes de forma satisfatória. Uma hipótese lançada foi a de que as pessoas que ali viviam atraem outras predispostas a cometer crimes.
Sob essa perspectiva, pesquisaram-se os efeitos que pares e gangues poderiam influenciar na criminalidade. As principais conclusões foram de que mais crimes acontecem, pois, para esses indivíduos, há uma alteração dos valores ou das recompensas que poderiam advir dessa conduta.
Com relação aos pares, muitos dos crimes cometidos são contra a propriedade e a contra a pessoa, principalmente. São realizados por meio de grupos. Uma possível explicação disso seria que os jovens integrantes desses grupos gostam de se organizar dessa maneira. Além disso, os jovens são influenciados pela expectativa de seus pares em apreciar uma atitude tomada pelo individuo. Logo, os pares apoiam o jovem com valores que reforçam a prática do crime, os valores nucleares de uma cultura mais baixa etc.

#### Televisão e mídia
A televisão e figuras motivadoras podem fazer valer mais a pena os prêmios não materiais, como por exemplo, a satisfação por ter algo cobiçado. Essa sensação se expressaria no sucesso do roubo de um carro ou tê-lo da pessoa que a tinha.
Partindo dessa ideia, percebe-se que a televisão mostra a extensão de nossa impulsividade, a ponto de ignorarmos as consequências de atos decorrentes disso. E afetam nosso comportamento por meio do objeto de desejo nosso, fazendo com que não haja limites para alcançar esse objeto. A impulsividade, aliada à falta de equidade, nos leva a cometer crimes, não importando as consequências ou a atração legítima por carreiras que possam aparecer no momento.
Nesse mesmo âmbito, está a exposição da violência feita especialmente pela TV. Há uma preocupação de que a longa exposição a esse tipo de conteúdo possa afetar na prevalência ou incidência de violência sobre a vida de muitas pessoas.
Uma pesquisa mostrou a relação entre a televisão e a agressividade. O objeto de estudo eram crianças, na qual foram observadas suas características que poderiam explicar essa relação. Como resultado, meninos com baixo QI tendem a ser mais agressivas devido a efeitos diretos e indiretos da inteligência no comportamento deles. Descobriram que o sexo masculino é mais propenso à violência; quanto mais agressiva a criança, mais tempo despendia em frente à televisão; e quanto menor o QI, maior a tendência das pessoas assistirem à TV.
Uma explicação para o aumento da agressividade é que muitas dessas crianças identificavam personagens que resolviam seus problemas usando a violência. E por ser uma maneira mais fácil de solução, o comportamento agressivo se tornaria mais praticado, como evidenciado pela emulação de atos violentos, negligência dos deveres de casa da escola etc. Num círculo vicioso, isso faz aumentar a dependência da TV.
Mesmo que tais interpretações sejam corretas, não há como ter certeza para afirmar que esse hábito realmente leve a comportamentos agressivos, pois havia uma época em que a televisão não existia. Assim, tornam-se difíceis uma comparação e uma conclusão acerca disso.
Para muitos de nós, temos a oportunidade de ter um comportamento hostil, um ataque de fúria depois de presenciar uma cena violenta ou uma de injustiça. Entretanto, poucos de nós têm a chance de descarregar tal carga imediatamente. Uma vez que as tarefas do dia a dia devem ser encaradas como prioridade, acabamos por controlar esse ímpeto, e a excitação vai embora, dando a seu lugar a consciência e a prudência.
Outra contribuição do estudo dessa relação foi que crianças expostas a desenhos infantis violentos acabaram tolerando menos atrasos, enquanto, por outro lado, crianças não expostas a esses desenhos tiveram uma maior tolerância. Não só isso, tal comportamento se intensificava mais quanto maior fosse o QI da criança.
Sabe-se apenas um pouco sobre as características das pessoas que são mais ou menos suscetíveis para a influência da violência pictórica. Exceto o fato de ser homem e ter maior disposição para a agressividade, outras diferenças individuais têm sido estudadas com o cuidado suficiente para estabelecer sua conexão com a resposta à violência pictórica. Meninos agressivos tendem a assistir mais à televisão que os não agressivos, mas como outros fatores de temperamento podem influenciar a reação dos indivíduos ao verem isso ainda é desconhecido. Existe alguma evidência de que há uma ligação entre a resposta a esse estímulo e a inteligência da pessoa.

#### Alterando o contexto social
Desde a Segunda Guerra Mundial, houve a inserção de mercadorias e bens de consumo portáteis. Contudo, não foram guardados a ponto de garantir a segurança desses objetos dentro dos lares como era antes. Adiciona-se a isso o fato de que muitas casas não ficam mais ocupadas durante o dia, tornando esses bens mais acessíveis aos ladrões, apesar do aumento do número de cadeados e alarmes. Outros fatores que fizeram crescer a quantidade de furtos e roubos em residências foram a inserção da mulher ao mercado de trabalho e o número de famílias que, ao tirar férias, viajam para outros lugares, deixando seus lares vazios.
É evidente que com o crescimento da prosperidade nas sociedades causou também o aumento das recompensas materiais agregadas ao crime. Mesmo que os prêmios por ladrão fossem maiores ou não, isso era definido pela abundância e pelo valor da pilhagem. Constatou-se também que o valor do crime se alterou. A explicação para isso foi a mudança nas recompensas psicológicas do crime. Um exemplo disso se dá com o senso de injustiça. Tal sensação é percebida quando a relação de seus “outputs” (lucro, status, poder) e de “inputs” (habilidade, esforço, tempo) é menor do que a pessoa com quem se compara. A pessoa crê que ela está tendo menos do que deseja pelo que fez.
Mudanças importantes na sociedade são capazes de alterar o jeito que damos valor aos nossos “inputs” e aos dos outros. Se o rico ou alguém culto conseguem uma boa margem de ganho financeiro, muitas pessoas, numa sociedade hierarquizada ou consciente de seus status, concluirão que tais ganhos foram adquiridos pela virtude dos esforços ou das habilidades de quem tem os “inputs”. Isso pode figurar uma sociedade igualitária, não fosse uma certa desconfiança sobre tal conclusão. Há pessoas que possuem “inputs” superiores que a de outras, e , portanto, esses membros “inferiorizados” tornam-se mais dispostos a descrever os “outputs” dos outros como ganhos injustos. É a partir dessa percepção que ocorre mais crimes, uma vez que alguns indivíduos pensam que tais valores melhoram suas condições de vida somente se eles permitem a ser persuadidos a alterar os próprios valores, que nem sempre correspondem aos da sociedade, corrompendo com a ordem vigente na comunidade.

## Livros de James Q. Wilson

### Livros em que ele foi autor ou editor
1- Negro Politics: The search for leadership( 1960):
Nesse livro, Wilson vai fazer uma análise de como o relacionamento entre diferentes organizações políticas e ajudas externas explicam, junto a outras coisas, a as mudanças que as minorias políticas sofreram e sofrem. O texto compara estilos políticos diferentes dos 2 congressistas negros mais famosos na época: Willian Daveson e Adam Clayton Powell. O primeiro teve uma política voltada a atrair eleitores de baixa renda através da distribuição de benefícios que são controlados pelo Estado. O segundo utiliza o elemento raça para se eleger, constantemente apontando para a necessidade de suprimir as desigualdades geradas pelo racismo, mas acaba sendo pouco valorado no Congresso.
Contudo, mais do que isso, o livro se destaca por analisar as mudanças e opressões sofridas pelos negros e como os líderes negros tentaram reduzir os efeitos decorrentes dessa situação, mesmo sofrendo grandes limitações das estruturas internas.
2- The Amateur Democrat: Club Politics in three cities(1962):
Nesse trabalho, o autor faz uma descrição dos movimentos reformatórios da época, assim como de seus membros, nas cidades de New York, Chicago e Los Angeles. O objeto de análise do livro consiste em destrinchar como esses “Amadores” tentaram substituir a velha política.
Em síntese, diante do surgimento desses novos partidos “amadores”, que surgem com as suas ideias revolucionárias relacionadas à ampliação da participação democrática e reforma política. O autor enxerga algumas dificuldades que esses agentes políticos poderão enfrentar para implementar seus ideais. Entre eles, estão a necessidade de manter contato com antigos políticos, que já utilizam o chamado “Jogo do Poder” e a falta de experiência quanto ao tato com setores marginalizados sociedade( devido à condição social de seus membros).
3- Urban Renewal: The Record and controversy(1966):
A obra vai tratar sobre a possibilidade dos cidadãos participarem ativamente da construção dos programas governamentais. Baseia-se no seu texto: “Planning and Politics: Citizen Participation in Urban Renewal”
4- The Metropolitan Enigma: Inquiries into the Nature and Dimensions of America’s “ Urban Crises” (1967):
Trata-se de uma reunião de textos e documentos sobre questões urbanas nos EUA. Wilson, atuando como editor central, fala sobre os recursos indispensáveis para as questões urbanísticas.
5- City Politics and Public Policy( 1968):
Wilson vai notar que as políticas públicas não variam muito entre os governantes. E, unindo suas observações com a sua concepção sobre ciências políticas, ele discorrerá sobre diversas questões, que abarcam desde situações políticas urbanas a situações criminológicas.
6- Varieties of Police Behavior: The Manegement of Law and Order in Eight Communities( 1968) :
Esse livro é um estudo comparativo entre a aplicação da Lei e a Manutenção da Lei em 8 comunidades dos Estados Unidos. James Wilson vai analisar os administradores e policiais desses locais e teorizando, assim, sobre a gestão da polícia. A teoria criada se baseia em uma quádrupla tipologia de situações discricionárias:
- Manutenção da Ordem
- Aplicação da Lei
- Invocação da polícia
- Invocação de ação pelos cidadãos

Wilson também cria uma teoria sobre o comportamento da polícia, diferenciando seus agentes em 3 tipos: Observador, Legalistico e Servidor ( este último mantém a ideia de ordem pública). Por fim, afirma que cada comunidade precisa de uma organização e aplicação da Lei de forma diferente, pois possuem necessidades e peculiaridades próprias, tanto que possuem estilos de polícia distintos de acordo com a região.
7- Political Organizations( 1974):
Nessa obra, o autor vai defender, após observações sobre organizações políticas, que a sua teoria dos “Incentivos a qual afirma basicamente que diferentes tipos de organizações usam diferentes tipos de incentivos para atrair indivíduos, sejam eles solidários, materiais ou de propósitos) também se aplica a esse tipo de estrutura . Conclui, também, que os grupos políticos são modelados mais pela sua estrutura do que pelos objetivos de seus membros.
8- Thinking about crime( 1975):
Wilson vai analisar criticamente a criminologia, que reúne escolas que procuram diminuir a criminalidade combatendo as raízes dos crimes e as que defendem uma postura de prevenção negativa, que acredita que deter e conter o criminoso é a forma mais eficiente de o que deve ser feito para acabar com o crime capturando, confinando e contendo o criminoso. O autor vai, através de pesquisas e estatísticas, diferenciar o que a maioria das pessoas pensam sobre o crime, inclusive o que a criminologia defende, do que, segundo ele, realmente acontece.O autor defende que a maioria das teorias criminológicas atuais fogem do fator mais próximo relacionado ao crime: a própria polícia. Assim, ele desenvolve a ideia de como a polícia pode estar relacionada com a formação do crime.
9- The investigators: Managing FBI and Narcotics Agents( 1978):
O livro ´e uma análise do autor sobre os casos recebidos por essas agências e os constrangimentos e dificuldades enfrentados pelos seus operadores, frente a dificuldade das ações em que eles estão envolvidos.
10- The Politics of Regulation( 1980):
Como editor, Wilson vai reunir pesquisas feitas por seus alunos e complementará o seu pensamento do livro Political Organization . Ele desenvolve uma nova taxonomia policial de regulação ligada à teoria de como os reguladores sociais construíram o suporte político e geram seus limites organizacionais. Basicamente, é uma teoria que prevê como as agências agirão em diferentes situações.
11- Crime and Public Policy( 1983):
Reúne diversas pesquisas e desenvolve teorias sobre a causa do Crime e demonstra quais ações policiais, políticas e sociais, para evitá-lo estão sendo eficientes e quais não estão.
12- Bureaucracy: What Government Agencies do and Why They Do( 1989):
Essa é considerada uma das obras mais importantes do autor. Ele expõe vários exemplos para provar que a democracia não é só uma coisa, mas várias, e com uma considerável complexidade.É demonstrado que o jeito como as agências governamentais são estruturadas interfere nas suas habilidades de executar suas missões. A Burocracia, que não pode ser antidemocrática, conservadora ou pesada, pode ser essencial para as organizações políticas sobreviverem por um longo tempo.
13- On Character: Essays by James Q. Wilson( 1991):
Coletânea de ensaios escritos pelo autor.
14- Moral Judgment: Does The Abuse Excuse Threaten our Legal System( 1997)
O livro demonstra que como o sistema judicial está comprometido/ danificado em relação à sua obrigação de definir o certo e o errado a partir de, entre vários fatores, os julgamentos morais.O autor questiona e analisa questões em que a simpatia ou os julgamentos morais influenciam na determinação da pena para um crime e se eles deveriam agir como balizadores das ações humanas.
15- The Moral Sense( 1997):
Wilson segue a linha de que os sentimentos morais são desenvolvidos pela família e, por isso, essa é tão importante para desenvolver uma efetiva política e ações policiais.
16- Moral Intuitions( 1998):
É notado que as intuições morais são o mecanismo pelo qual os seres humanos melhor podem avaliar a filosofia moral. O autor tenta mostrar como elementos subjetivos não são sempre irracionais, podendo se tornar objetivos, normativas visões de elementos chave para uma boa sociedade.
17- The Marriage Problem(2002):
O autor defende que políticas governamentais e novos conceitos sociais estão desvalorizando o casamento e afetando as famílias, desenvolvendo efeitos muitos sérios para a formação da criança e podendo criar uma desestabilidade.
18- American Politics Then and now and Others Essays( 2010):
O livro reúne 15 artigos do autor que tratam sobre ciência social.

### Livros em que foi coautor
1- Crime and Human Nature: The Definitive study of the causes of crime - James Q. Wilson and Richard J. Herrnstein ( 1985): Critica aqueles que buscam as raízes do crime e demonstra sua análise sobre a atuação da polícia e seus efeitos para formação do crime e sobre a natureza humana.
2- Understanding and Controlling Crime: Toward a New Reserch strategy- David P. Farrington, Lloyd E. Ohlin, and James Q. Wilson ( 1986)
3- Drugs and Crime - Michael Tonry and James Q. Wilson ( 1990)
4- Watching Fishes: Understanding Coral Reef Fish Behavior- Roberta Wilson and James Q. Wilson, ( 1992)
5- Crime- James Q. Wilson and Joan Petersilia (1995)
6- The Ethics of Human cloning - Leon R. Kass and James Q. Wilson ( 1998)
7- Crime: Public Politics for Crime Control - James Q. Wilson and Joan Petersilia( 2002)
8- Understanding America: The Anatomy of American Exceptionalism - Peter H. Schuck and James Q. Wilson ( 2008)
9- Crime and Public Policy - James Q. Wilson and Joan Petersilia, ( 2011)
10- American Government: Institutions and Policies - James Q. Wilson, John J. DiIulio, Jr., and Meena Bose.

## Títulos e Prêmios
1- Professor de ciências políticas na Universidade de Chicago, Havard, UCLA, Pepperdine e Boston.
2- Recebeu Medalha Presidencial da Liberdade ( Presidential Medal of Freedon)
3- Ganhou praticamente todas as honras que a Associação de Ciências Políticas Americana poderia outorgar.
4- Foi membro de diversas comissões governamentais:
- Foi presidente da força tarefa contra crime da Casa Branca, 1996 ( The White House Task Force on Crime).
- Foi Presidente da comissão Nacional de Aconselhamento sobre Prevenção ao Abuso de Drogas ( Attorney General’s Task Fosse on Violent Crime), 1972- 1973
- Foi membro da Força Tarefa dos Procuradores- Gerais contra crimes violentos ( Attorney General’s Task Force on Violent), 1981